# 虞丽娟
虞丽娟（1963年10月—），女，汉族，浙江义乌人，博士，教授、博士生导师。中国共产党员。国际体育计算机学会理事、上海市创造学学会副会长。同济大学和上海体育学院兼职教授、博士生导师，上海市第十三届人大代表，中共上海市九届、十届市委党代会代表。曾任上海海洋大学党委书记、中共上海市委统战部副部长、上海市教卫工作党委书记、上海市人民政府副秘书长，现任上海市政协副主席。